# Mižerja
A Mižerja (magyarul: Szenvedés) egy dal, amely Horvátországot képviselte a 2013-as Eurovíziós Dalfesztiválon. A dal címét és szerzőjét 2013. január 15-én jelentette be a horvát műsorsugárzó. A dalt a horvát Klapa s Mora együttes adta elő horvát nyelven.
Az Eurovíziós Dalfesztiválon a dalt a május 14-én rendezett első elődöntőben adták elő, a fellépési sorrendben negyedikként, a szlovén Hannah Straight Into Love című dala után és a dán Emmelie de Forest Only Teardrops című dala előtt. Az elődöntőben 38 ponttal a 13. helyen végzett, így nem jutott tovább a döntőbe.

## Külső hivatkozások
- Dalszöveg
- A dal előadása az Eurovíziós Dalfesztivál első elődöntőjében